# Paul Anspach
Paul Eugène Albert Anspach (Brussel, 1 april 1882 - Vorst, 28 augustus 1981) was een Belgisch schermer en sportbestuurder. 

## Levensloop
Paul Anspach was een lid van de voorname Brusselse familie Anspach en was een zoon van volksvertegenwoordiger Armand Anspach-Puissant.
Hij nam viermaal deel aan de Olympische Zomerspelen. Tijdens de Olympische Zomerspelen 1912 won Anspach zowel individueel als met het Belgische team goud op het onderdeel degen. Anspach won daarnaast nog twee zilveren en één bronzen medaille op het onderdeel degen team op de Olympische Zomerspelen 1908, 1920, 1924.
Van 1933 tot en met 1948 was Anspach voorzitter van de Fédération Internationale d'Escrime (FIE).
In sommige bronnen wordt melding gemaakt dat hij tevens actief was in het ijshockey en aangesloten was bij Brussels IHSC. Ook zou hij deel hebben uitgemaakt van het Belgisch team dat een bronzen medaille won op het Europees kampioenschap van 1911 te Berlijn. Andere bronnen stellen dan weer dat het zijn neef Moritz Anspach zou betreffen.

## Resultaten
- Olympische Zomerspelen 1908 in Londen 5e in de degen individueel
- Olympische Zomerspelen 1908 in Londen  in de degen team
- Olympische Zomerspelen 1908 in Londen 2e ronde in de sabel individueel
- Olympische Zomerspelen 1912 in Stockholm halve finale ronde in de floret individueel
- Olympische Zomerspelen 1912 in Stockholm  in de degen individueel
- Olympische Zomerspelen 1912 in Stockholm  in de degen team
- Olympische Zomerspelen 1920 in Antwerpen  in de degen team
- Olympische Zomerspelen 1924 in Parijs 9e in de degen individueel
- Olympische Zomerspelen 1924 in Parijs  in de degen team

1900: Ramón Fonst ·
1904: Ramón Fonst ·
1908: Gaston Alibert ·
1912: Paul Anspach ·
1920: Armand Massard ·
1924: Charles Delporte ·
1928: Lucien Gaudin ·
1932: Giancarlo Cornaggia-Medici ·
1936: Franco Riccardi ·
1948: Gino Cantone ·
1952: Edoardo Mangiarotti ·
1956: Carlo Pavesi ·
1960: Giuseppe Delfino ·
1964: Grigori Kriss ·
1968: Győző Kulcsár ·
1972: Csaba Fenyvesi ·
1976: Alexander Pusch ·
1980: Johan Harmenberg ·
1984: Philippe Boisse ·
1988: Arnd Schmitt ·
1992: Éric Srecki ·
1996: Aleksandr Beketov ·
2000: Pavel Kolobkov ·
2004: Marcel Fischer ·
2008: Matteo Tagliariol · 
2012: Rubén Limardo · 
2016: Park Sang-young · 
2020: Romain Cannone · 
2024: Koki Kano
1908: Alibert, Berger, Collignon, Gravier, Lippmann, Olivier, Stern ·
1912: H. Anspach, P. Anspach, Hennet, Ochs, Salmon, Willems ·
1920: Allocchio, Bozza, Canova, Costantino, Marrazzi, A. Nadi, N. Nadi, Olivier, Thaon di Revel, Urbani ·
1924:  Buchard, Ducret, Gaudin, Labatut, Liottel, Lippmann, Tainturier ·
1928:  Agostoni, Basletta, M. Bertinetti, Cornaggia-Medici, Minoli, Riccardi ·
1932: Buchard, Cattiau, Jourdant, Piot, Schmetz, Tainturier ·
1936: Brusati, Cornaggia-Medici, E. Mangiarotti, Pezzana, Ragno, Riccardi ·
1948: Artigas, Desprets, Guérin, Huet, Lepage, Pécheux ·
1952: Battaglia, F. Bertinetti, Delfino, D. Mangiarotti, E. Mangiarotti, Pavesi ·
1956: Anglesio, F. Bertinetti, Delfino, E. Mangiarotti, Pavesi, Pellegrino ·
1960: Delfino, E. Mangiarotti, Marini, Pavesi, Pellegrino, Saccaro ·
1964: Bárány, Gábor, Kausz, Kulcsár, Nemere ·
1968: Fenyvesi, Kulcsár, Nagy, Nemere, P. Schmitt ·
1972: Erdős, Fenyvesi, Kulcsár, Osztrics, P. Schmitt ·
1976: Edling, Von Essen, Flodström, Högström, Jacobson ·
1980: Boisse, Gardas, Picot, Riboud, Salesse ·
1984: Borrmann, Fischer, Heer, Nickel, Pusch ·
1988: Delpla, Henry, Lenglet, Riboud, Srecki ·
1992: Borrmann, Felisiak, Proske, Resnitstsjenko, A. Schmitt ·
1996: Cuomo, Mazzoni, Randazzo ·
2000: Mazzoni, Milanoli, Randazzo, Rota ·
2004: Boisse, F. Jeannet, J. Jeannet, Obry ·
2008: F. Jeannet, J. Jeannet, Robeiri ·
2016: Borel, Grumier, Jérent, Lucenay ·
2020: Kano, Minobe, Yamada, Uyama ·
2024: Koch, Andrásfi, Siklósi, Nagy